# グレン・サリバン

## 来歴・人物
グレン・サリバン(Glenn Sullivan）は、日本語で出版活動をつづけているアメリカ人作家。ハワイのプナホー・スクールにて、日本語の初級・中・上級講座を受ける。イェール大学卒業。言語哲学専攻。
1984年に来日し、英会話学校教師として勤務後、雑誌『日本語ジャーナル』の英文監修者、翻訳家として活躍。1992年に帰米し、コーネル大学大学院でアジア文学を履修。
おもな研究課題は、英語と英会話教育、アメリカ史、飲酒・食文化の歴史など。

## 著書

### 歴史書
- 『インターネットはバーチャルな異法地帯』（ジャパンタイムズ、1997年）
- 『酒が語るアメリカ裏面史』（洋泉社、2015年）[2]
- 『海を渡ったスキヤキ　アメリカを虜にした和食』（中央公論新社、2019年）[3][4][5][6]

### 英語教育
- 『日本人英語のすすめ』（講談社現代新書、1993年）[7]
- 『英語で読む源氏物語』（ジャパンタイムズ、2010年）
- 『上品な英会話　下品な英会話』（朝日新聞出版、2010年）
- 『言えそうで言えない英会話』（講談社、2015年）

### 翻訳
- Intermediate Japanese: An Integrated Course （『総合日本語中級』、水谷信子、凡人社、1987年）
- Intermediate Japanese: An Integrated Course First Semester （『総合日本語中級　前期』、水谷信子、凡人社、1989年）
- Introduction to Intermediate Japanese: An Integrated Course （『総合日本語　初級から中級へ』、水谷信子、凡人社、1990年）
- Modern Japanese: An Integrated Course for Beginners （『現代日本語　初級総合講座』、水谷信子、アルク、1992年）
- My GABAI Grandma from Saga（『佐賀のがばいばあちゃん』、島田洋七、徳間書店、2008年）
- The Promise of Tomorrow （『約束のあした』、大内曜子、兵庫県立男女共同参画センター・イーブン、2014年）
- Fuwari and Chaba (『ふわりとチャバ』、永田萠、中日新聞社、2015年）
- My Summer with the Kenmun  （『ケンムンとぼくの夏』、永田萠、渡博文ゆめ基金、2018年）
- On A Bright Summer Morning（『ある晴れた夏の朝』、小手鞠るい、偕成社、2021年）
- Misato and Sekka's Journey of Enchantment （『ミサトとセッカのだいぼうけん』、秋田県美郷町・永田萠、妖精村、2024年）

### 写真集・写真提供
- 『ラブ・ストリーを探しに』（角川学芸出版、2010年）
- 『空から森が降ってくる』（平凡社、2019年）
- 『今夜もそっとおやすみなさい』（出版芸術社、2021年）

### 共著
- 『こんな英語習わなかった！』小手鞠るい共著 （ジャパンタイムズ、1999年）